# مقدمه‌ای بر اصول پالینولوژی
مقدمه‌ای بر اصول پالینولوژی کتابی از محمد قویدل سیوکی است که در سال ۱۳۷۱ منتشر و در مراسم کتاب سال جمهوری اسلامی ایران به‌عنوان کتاب شایسته تقدیر معرفی شد.